# Provincia del Alto Norte (Maldivas)
La Provincia del Alto Norte fue una de las siete efímeras provincias de las Maldivas. Las provincias fueron creadas en un intento de descentralización por parte de la administración Nasheed en 2008. Fue gobernada por la ministra de Estado para asuntos domésticos, Ms. Thilmeeza Hussain. Rechazando este cambio, el Parlamento vio la abolición del sistema provincial en 2010, a través de un Acta de Descentralización nuevamente decretada. La formaban 3 atolones:  Haa Alif, Haa Dhaalu y Shaviyani. Su capital era Kulhudhuffushi. El censo de población de 2006 registró 41.672 habitantes.